# Коффердам (стоматология)
Кофферда́м (нем. Kofferdam; также раббердам, англ. rubber dam) — стоматологическая пластина из латекса, предназначенная для изоляции одного или нескольких обрабатываемых зубов от остальной полости рта во время лечения.

## История
В 1883 году французский доктор Ла-Роше заявил об использовании им коффердама уже с 1857 года, поэтому его считают первым изобретателем этой техники, несмотря на то, что 15 марта 1864 года нью-йоркский зубной врач Сэнфорд Кристи Бэрним (1836—1885) впервые применил коффердам. Уже в июне 1864 года на заседании общества дантистов в Нью-Йорке им была устроена демонстрация использования коффердама перед коллегами. В августе 1864 года было опубликовано первое сообщение. И уже в 1867 году техника коффердама получила широкое распространение.

## Характеристики
Чаще всего коффердам представляет собой кусок резины размером 15×15 см, изготовленный, как и латексные перчатки, из сока гевеи бразильской. Химически это цис-1,4-полиизопрен. Коффердам выпускается различной толщины (5 размеров) и различных цветов (синий, зелёный, бежевый).
Преимущества использования коффердама:
- позволяет избежать возможности возникновения перекрестной инфекции;
- позволяет добиться максимальной сухости рабочего поля;
- обеспечивает защиту мягких тканей (языка, щёк, губ);
- контроль за десневым кровотечением;
- обеспечивает защиту от случайного попадания инструментов в полость рта и дыхательные пути;
- позволяет избежать множественных полосканий, сплёвываний и смены ватных тампонов;
- защищает остальные зубы пациента от потока холодного воздуха, нагнетаемого турбинным наконечником или микромотором; холодный воздух, используемый для охлаждения препарируемого зуба, при попадании на зубы, может причинить боль при их высокой чувствительности к низким температурам;
- исключает попадание в полость рта химических реагентов и иных веществ, которые могут привести к ожогам слизистой, или оказаться неприятными на вкус.

Коффердам имеет и свои недостатки: он требует дополнительное время на установку, у пациента возможна аллергическая реакция на латекс, услуга становится незначительно дороже. Коффердам может повлиять на видимый цвет зубов и тем самым затруднит подбор правильного оттенка композита. Несмотря на имеющиеся недостатки, преимуществ у коффердама больше, что делает его наиболее надёжным способом изоляции на сегодняшний день.
В зависимости от работы в латексной пластинке проделывают от одного (при эндодонтическом лечении одного зуба) до нескольких (при лечении кариеса) отверстий. Отверстия проделываются специальным устройством (пробойником), имеющим несколько отверстий различного диаметра от 1 до 2 мм.
Для фиксации коффердама на зубах применяются различные устройства. К ним относятся:
- зажимы (клампы) — они бывают металлические и из пластмассы,
- клинья,
- фиксирующие корды,
- флоссы.

Клампы коффердама закрепляются на зубах специальными щипцами.
Для того, чтобы зафиксировать платок в растянутом состоянии и создать доступ к операционному полю, используют рамки (металлические или пластиковые). Большинство рамок имеет U-образную форму, так что нижняя часть находится на подбородке, а открытая — в области носа.
Существует много способов наложения коффердама. Основным различием является наложение сначала клампа на зуб, а потом — латекса, или же сначала фиксация латекса на клампе, и потом — фиксация на зубе. Техника в основном зависит от формы клампа (с крыльями или без крыльев).